# Exploitation aurifère en France
Cet article traite uniquement de l'extraction aurifère en France métropolitaine. Pour l'extraction de l'or en Guyane, voir l'article Exploitation aurifère en Guyane.

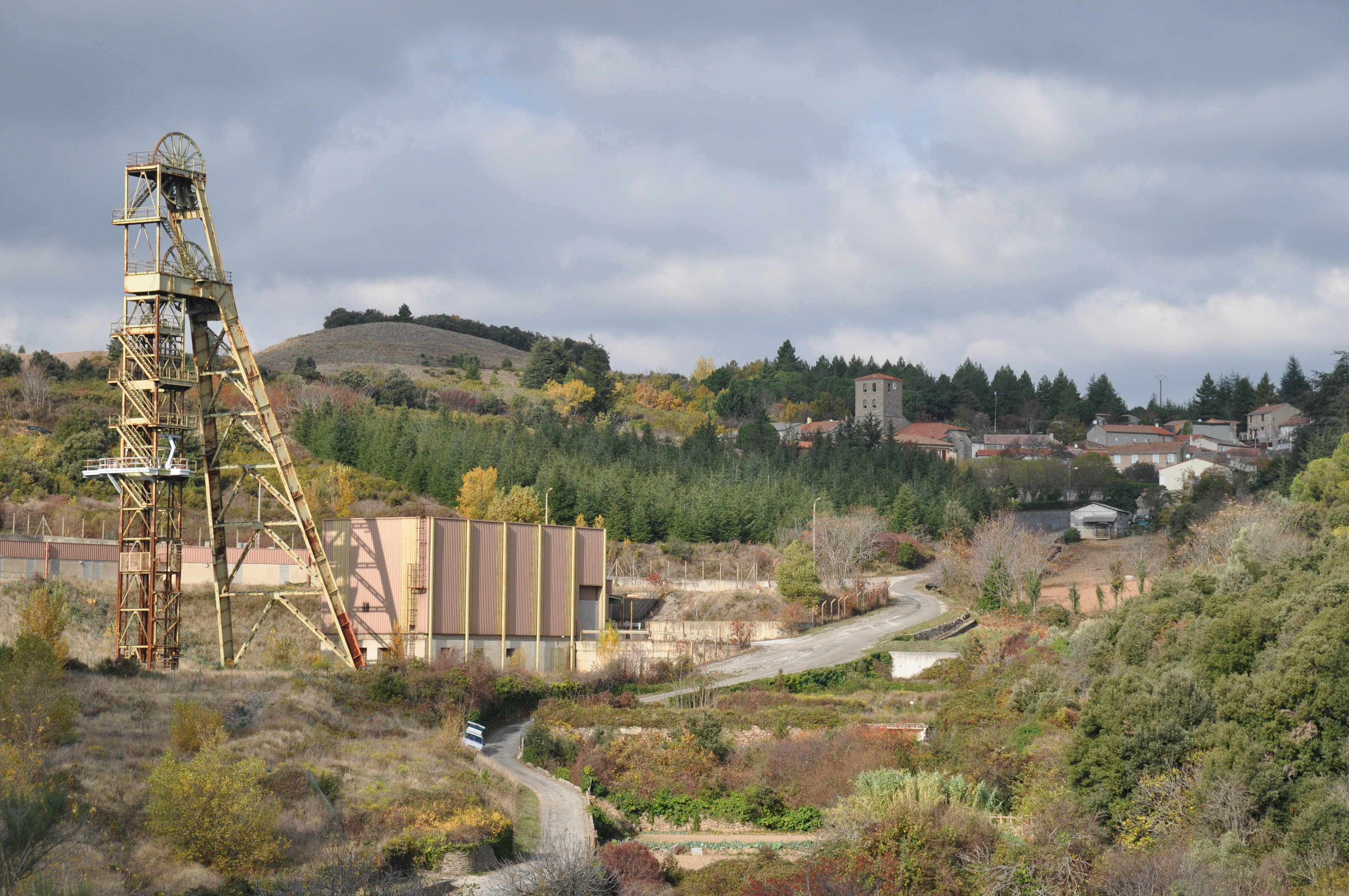
Vue de la mine d'or de Salsigne en 2014, dix ans après sa fermeture.

L'exploitation aurifère est très ancienne en France mais a toujours été relativement marginale. L'exploitation de mines d'or remonte au moins à l'Antiquité gauloise ; un développement un peu plus important a lieu aux XIXe et XXe siècles, avec l'ouverture de mines d'or principalement dans le Limousin et la Montagne Noire. La dernière et plus importante mine, celle de Salsigne, ferme en 2004.
Après cette date, la dépollution des sites est menée, principalement par l'État, les entreprises n'ayant pas assumé leurs responsabilités. Au cours des années 2010, de nouveaux projets sont envisagés, mais font face à une importante opposition de la population qui voit l'exploitation aurifère comme une source de nuisances et de pollution.

## Histoire

### Antiquité
Des gisements de quartz aurifère ont été identifiés dans le Limousin et le Périgord. Le premier peuple qui exploite ces gisements est celui des Lémovices. Des traces importantes de cette exploitation sont notamment identifiées à Cros-Gallet et au Bourneix, sur la commune du Chalard, aux Fouilloux, sur la commune de Jumilhac-le-Grand] et à la Fagassière, sur la commune de Château-Chervix].
En tout, près de 250 sites, représentant mille cinq cents exploitations minières, sont identifiés, regroupés en neuf districts sur l'ensemble du territoire lémovice. Ces mines datent de la fin du Hallstatt, soit du VIe ou du Ve siècle av. J.-C. au IIIe siècle av. J.-C.].
Les mines antiques sont pour partie à ciel ouvert. Dans ce cas, ce sont des fosses mesurant entre dix et cent mètres de longueur pour une largeur comprise entre cinq et quarante mètres, et une profondeur pouvant atteindre quinze mètres. Il existe aussi des exploitations souterraines en galeries, ne dépassant en général pas dix mètres de profondeur. Ces galeries étançonnées pouvaient alors atteindre une quarantaine de mètres de longueur.
La richesse du minerai est estimée à 20 grammes par tonne aux Fouilloux. La masse excavée sur ce site étant estimée à un peu plus de quarante mille tonnes, on obtient une extraction de 726 kilogrammes d'or dans cette mine antique. En extrapolant ces données à l'ensemble du bassin aurifère limousin antique, les historiens estiment que les Lémovices ont extrait environ 69 tonnes d'or en quatre siècles d'exploitation.

### Moyen Âge
Au Moyen Âge, les mines limousines semblent tomber dans l'oubli et n'être plus exploitées.

### Époque industrielle
En 1781 est créée l'École des mines afin de développer le potentiel minier français, et le Code minier est créé en 1810. Toutefois, le potentiel français en la matière est jugé très faible ; les premières investigations ne datent que de 1859 à Saint-Yrieix-la-Perche, et elles n'aboutissent à une mise en exploitation qu'à partir de 1887. À Salsigne, l'or est découvert en 1892, mais l'extraction ne commence qu'au début du XXe siècle. Jusqu'en 1939, le traitement s'effectue sur place, principalement par des femmes qui trient les pierres à genoux dans la carrière.
À partir de 1944, les accords de Bretton Woods détournent les investisseurs de la valeur-or, ce qui décourage la prospection. C'est la création du Bureau de recherches géologiques et minières en 1959 qui aboutit à une prospection systématique menée entre 1975 et 1991. Au XXe siècle, la France extrait au total environ 180 tonnes d'or de son sous-sol.
Outre les gisements principaux du Limousin et de l'Aude, une petite mine angevine est exploitée à Saint-Pierre-Montlimart de 1905 à 1952, et permet l'extraction d'une dizaine de tonnes de métal.
L'exploitation de la mine à Salsigne permet la mise en place d'emplois assez bien rémunérés, mais aussi permettant une grande mixité sociale, une solidarité professionnelle et un enrichissement des populations. En 1932, la mine emploie huit cents ouvriers et fait vivre directement trois mille personnes. Toutefois, dès les années 1970, la prévalence de maladies directement liées à cette activité est détectée, notamment sous l'impulsion des recherches d'Henri Pézerat. Mais la sauvegarde de l'emploi pousse conjointement les syndicats et les entreprises à ne pas ébruiter ces décès. En 1995, alors que l'exploitant vient d'être éclaté en plusieurs entreprises, un premier signalement est officiellement effectué par un mineur, qui est immédiatement licencié.

### Fermeture
Avec la fermeture de la mine de Salsigne en 2004, la France métropolitaine ne compte plus aucune exploitation aurifère. Toutefois, la pollution héritée de l'histoire extractive est toujours présente ; en particulier, la pollution à l'arsenic, présent naturellement mais concentré par l'exploitation, acidifie très fortement les eaux de ruissellement. 90 000 tonnes d'arsenic sont entreposées dans le site de Salsigne, et deux études indépendantes révèlent des taux de contamination compris entre 1 500 et 4 500 microgrammes par litre, soit cent cinquante à quatre cents fois les normes de potabilité. La prévalence de certains cancers, notamment des poumons ou de l'estomac, est multipliée par deux ou trois dans les populations touchées, en premier lieu desquels les anciens mineurs sont les plus vulnérables.
À Montlimart, l'extraction d'une dizaine de tonnes d'or génère sept cent mille tonnes de résidus, partiellement pollués en arsenic, mercure et cyanure, dont l'accès est interdit depuis 2017. L'étude sanitaire et environnementale n'est menée qu'à partir de 2011, et ses résultats ne sont jamais rendus publics.
Au cours des années 2010, un nouvel intérêt est manifesté par des industriels pour le potentiel aurifère de la France, mais aussi pour d'autres métaux. Arnaud Montebourg et Emmanuel Macron, en tant que ministres de l'Économie successifs, soutiennent cet intérêt et accordent des permis de prospection, dits « permis exclusifs de recherches » à des sociétés australienne et canadienne. Le potentiel est alors estimé à une cinquantaine de tonnes, dont la moitié à Salsigne, une quinzaine dans le Limousin et une dizaine en Bretagne. Les nouvelles techniques de prospection utilisent notamment des drones munis de capteurs électromagnétiques mesurant la conductivité du sous-sol jusqu’à cinq cents mètres de profondeur.
Toutefois, ces recherches sont très mal vues de la population locale qui s'oppose à l'ouverture de nouvelles mines. Les gouvernements ainsi que les consortiums industriels communiquent sur des méthodes de séparation plus propre que dans le passé ; toutefois, ils ne parviennent pas à convaincre les opposants.

#### Généralités
- [de la Coux 1895] H. de la Coux, L'or : gîtes aurifères, extraction de l'or, traitement du minerai, emplois et analyse de l'or, vocabulaire aurifère, Paris, Bernard Tignol, coll. « Bibliothèque des activités industrielles » (no 68), 1895, 352 p. (BNF bpt6k9753883v, lire en ligne)

#### Antiquité
- [Béatrice Caüuet 1988] Béatrice Cauuet, « La mine antique des Fouilloux (Jumilhac, Dordogne) : les premiers résultats de la fouille », Aquitania, no 6,‎ 1988, p. 181-190 (ISSN 0758-9670, DOI 10.3406/aquit.1988.1061, lire en ligne)
- [Béatrice Caüuet 1991] Béatrice Cauuet, « L'exploitation de l'or en Limousin, des Gaulois aux Gallo-Romains », Annales du Midi, t. 103, no 194,‎ 1991, p. 149-181 (ISSN 0003-4398, DOI 10.3406/anami.1991.2292, lire en ligne)
- [Caüuet & Didierjean 1992] Béatrice Cauuet et François Didierjean, « Mines d’or gauloises et habitats associés du sud-Limousin : méthodes de prospection archéologique », Aquitania, no 10,‎ 1992, p. 31-47 (ISSN 0003-4398, DOI 10.3406/aquit.1992.1099, lire en ligne)
- [Béatrice Caüuet 1992] Béatrice Cauuet, « Nouvelles découvertes sur les aurières de la haute vallée de l'Isle (Dordogne/Haute-Vienne) », Aquitania, no 12,‎ 1994, p. 111-124 (ISSN 0003-4398, lire en ligne)
- [Béatrice Caüuet 1994] Béatrice Cauuet, « Nouvelles découvertes sur les aurières de la haute vallée de l’Isle (Dordogne/Haute-Vienne) », Aquitania, no 12,‎ 1994, p. 111-123 (ISSN 0003-4398, DOI 10.3406/aquit.1994.1123, lire en ligne)
- [Béatrice Caüuet 2000] Béatrice Cauuet, « Techniques de boisages dans les mines d'or gauloises du sud-ouest du Massif central », Gallia, t. 57,‎ 2000, p. 129-146 (ISSN 0016-4119, DOI 10.3406/galia.2000.3214, lire en ligne)
- [Béatrice Caüuet 2020] Béatrice Cauuet, « L’exploitation de l’or chez les Lemovices. La chaîne opératoire, de la mine à la métallurgie », Dossiers d'archéologie, no 399,‎ 2020, p. 18-23 (ISSN 1141-7137, lire en ligne)